# Andrew H. Longino
Andrew Houston Longino, född 16 maj 1854 i  Lawrence County, Mississippi, död 24 februari 1942 i Jackson, Mississippi, var en amerikansk demokratisk politiker och jurist. Han var Mississippis guvernör 1900–1904.
Longino utexaminerades 1875 från Mississippi College och avlade 1880 juristexamen vid University of Virginia. Han var ledamot av Mississippis senat 1880–1884 och tjänstgjorde som federal åklagare 1888–1890.
Longino efterträdde 1900 Anselm J. McLaurin som Mississippis guvernör och efterträddes 1904 av James K. Vardaman.
Longino, som var av italiensk härkomst, avled år 1942 och gravsattes i Jackson.